# یواس‌اس الودرا (ای‌کی-۷۲)
یواس‌اس الودرا (ای‌کی-۷۲) (به انگلیسی: USS Aludra (AK-72)) یک زیردریایی بود که طول آن ۴۴۱ فوت ۶ اینچ (۱۳۴٫۵۷ متر) بود. این زیردریایی در سال ۱۹۴۲ ساخته شد.